# Воронов Лог
Воронов Лог — посёлок в Брасовском районе Брянской области, административный центр Вороновологского сельского поселения. 
 Расположен в 5 км к юго-западу от пгт Локоть, у автодороги М3 Москва—Киев. Население — 289 человек (2010).
Имеется отделение связи, сельская библиотека.

## История
Возник в 1920-е годы; до 1954 входил в Городищенский 1-й сельсовет, в 1954—1975 — в Крупецкий сельсовет.
| Годы      | 1926 | 1979 | 1989 | 2002 | 2010 |
| --------- | ---- | ---- | ---- | ---- | ---- |
| Население | 45   | 434  | 407  | 344  | 289  |